# Jacques de Liège
Jacques de Liège, en latin Jacobus Leodiensis (vers 1260 - après 1330) est un théoricien de la musique du Moyen Âge, situé à la jonction entre l'Ars antiqua et l'Ars nova.
On lui attribue la composition du traité Speculum musicae (Miroir de la musique) pendant le deuxième quart du XIVe siècle. Cet ouvrage, le plus volumineux des traités médiévaux sur la musique, avait été longtemps attribué à Jean de Murs, à la suite d'Edmond de Coussemaker. Il apparaît aujourd'hui plutôt probable qu'il fut écrit par un personnage prénommé Jacobus, car les premières lettres de chacun des sept volumes qui le constituent forment l'acrostiche IACOBUS, suggérant le nom de l'auteur réel.
Comme dans de nombreux cas à cette époque, les éléments biographiques sont des plus minces. Jacques de Liège naquit probablement dans le diocèse de Liège, avant d'aller étudier à Paris vers la fin du XIIIe siècle puis de retourner à Liège où il aurait rédigé les derniers volumes de son traité.
Cependant, une étude de Margaret Bent publiée en 2015, Magister Jacobus de Ispania, Author of the Speculum musicae, attribue — grâce à de nouvelles preuves documentaires — la paternité du Speculum musicae à un Jacques d'Espagne (Castille ?).

## Speculum Musicae
Ouvrage encyclopédique comportant deux parties : les volumes 1 à 5 traitent des aspects théoriques de la musique (Musica speculativa) ; des volumes 6 et 7 sont consacrés aux questions d'interprétation (Musica practica).
- Tome 1 : Les connaissances de base nécessaires pour appréhender la consonance. Compendium des enseignements de Boèce, Isidore de Séville, Guido d'Arezzo, Aristote, Platon et Petrus Comestor. Le volume se termine par un chapitre sur la théorie de l'harmonie selon Pythagore.
- Tome 2 : Traite des consonances, notamment sur la base du monocorde. Les différents intervalles sont abordés dans des chapitres séparés : diapason (octave) ; bis diapason (double octave) ; diapente (quinte) ; diatessaron (quarte) ; tonus (ton) respectivement à partir des chapitres 8, 23, 27, 32, 38.
- Tome 3 : Constitué de considérations mathématiques sur les proportions, les intervalles et leurs divisions.
- Tome 4 : Évaluation et comparaison des consonances, conditions de leur réalisation. Ici est déjà utilisé le concept de cadence, permettant aux consonances imparfaites, selon leur nature, de se résoudre en consonances parfaites. Ainsi la seconde et la tierce mineure tendent vers l'unisson ; la quarte vers l'unisson ou la quinte ; la quinte est considérée comme stable (consonance parfaite) ; la sixte majeure et la septième mineure tendent soit vers la quinte soit vers l'octave ; la sixième mineure et la septième majeure ne sont pas mentionnées.
- Tome 5 : Traite des trois différentes sortes de tétracordes. L'auteur suit ici l'enseignement de Boèce et de Gui d'Arezzo. La comparaison de ces tétracordes avec l'hexacorde de Gui d'Arezzo est également traitée.
- Tome 6 : Décrit l'homophonie liturgique (chant grégorien) et en particulier les modes ecclésiastiques ainsi que la notation musicale et le répertoire.
- Tome 7 : Traite de la notation mensurale. Ici, l'auteur défend la musique de l'Ars antiqua, cependant — et contrairement à une croyance répandue — sans dénigrer l'Ars nova. Il se défend néanmoins d'admettre la semi-brève comme pouvant être divisée. Il se préoccupe aussi de la justification des modes imparfaits.